# Ita Wegman

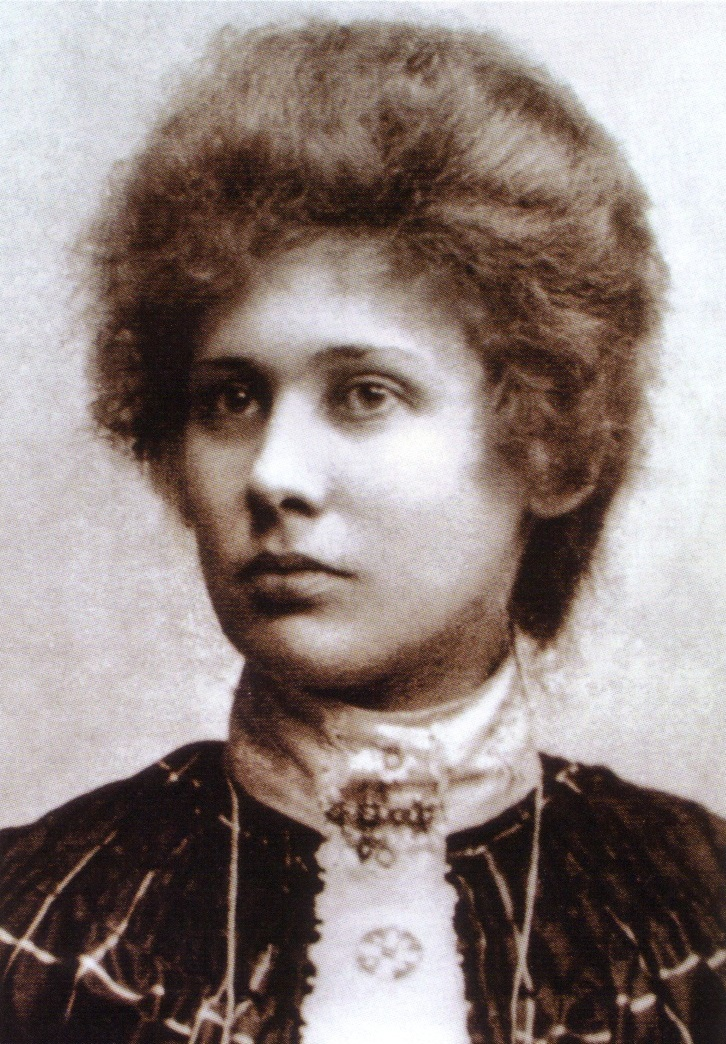
Ita Wegman (1899)

Maria Ita Wegman (* 22. Februar 1876 in Karawang bei Batavia (Niederländisch-Indien, heute Jakarta, Indonesien); † 4. März 1943 in Arlesheim (Schweiz), zeitlebens Ita Wegman genannt), war eine zentrale Gestalt der anthroposophischen Bewegung, beziehungsweise der Anthroposophischen Gesellschaft. Als Ärztin hatte sie einen großen Anteil an der Entwicklung der anthroposophischen Medizin, die Rudolf Steiner mit ihr zusammen begründete.
1921 gründete die sozial engagierte Frauenärztin eine auch nach anthroposophischen Grundsätzen arbeitende Privatklinik in Arlesheim, aus der durch Fusion mit einer anderen Klinik  die heutige Klinik Arlesheim hervorging. Dort entwickelte sie auch die Rhythmische Massage als anthroposophisch geprägte Richtung der Klassischen Massage. Von 1923 bis 1935 gehörte sie dem von Rudolf Steiner eingesetzten sogenannten „esoterischen Vorstand“  der Allgemeinen Anthroposophischen Gesellschaft an und leitete die Medizinische Sektion der zugehörigen Freien Hochschule für Geisteswissenschaft am Goetheanum in Dornach. Am 14. April 1935 wurde die heftig angefeindete und diskriminierte Wegmann aufgrund von sachlich falschen Anschuldigungen auf der Generalversammlung der Allgemeinen Anthroposophischen Gesellschaft gemeinsam mit anderen namhaften Anthroposophen aus der Gesellschaft ausgeschlossen. 1948 – fünf Jahre nach ihrem Tod – wurde der Beschluss posthum als ungerechtfertigt wieder aufgehoben.

## Leben

### Jugend und Ausbildung

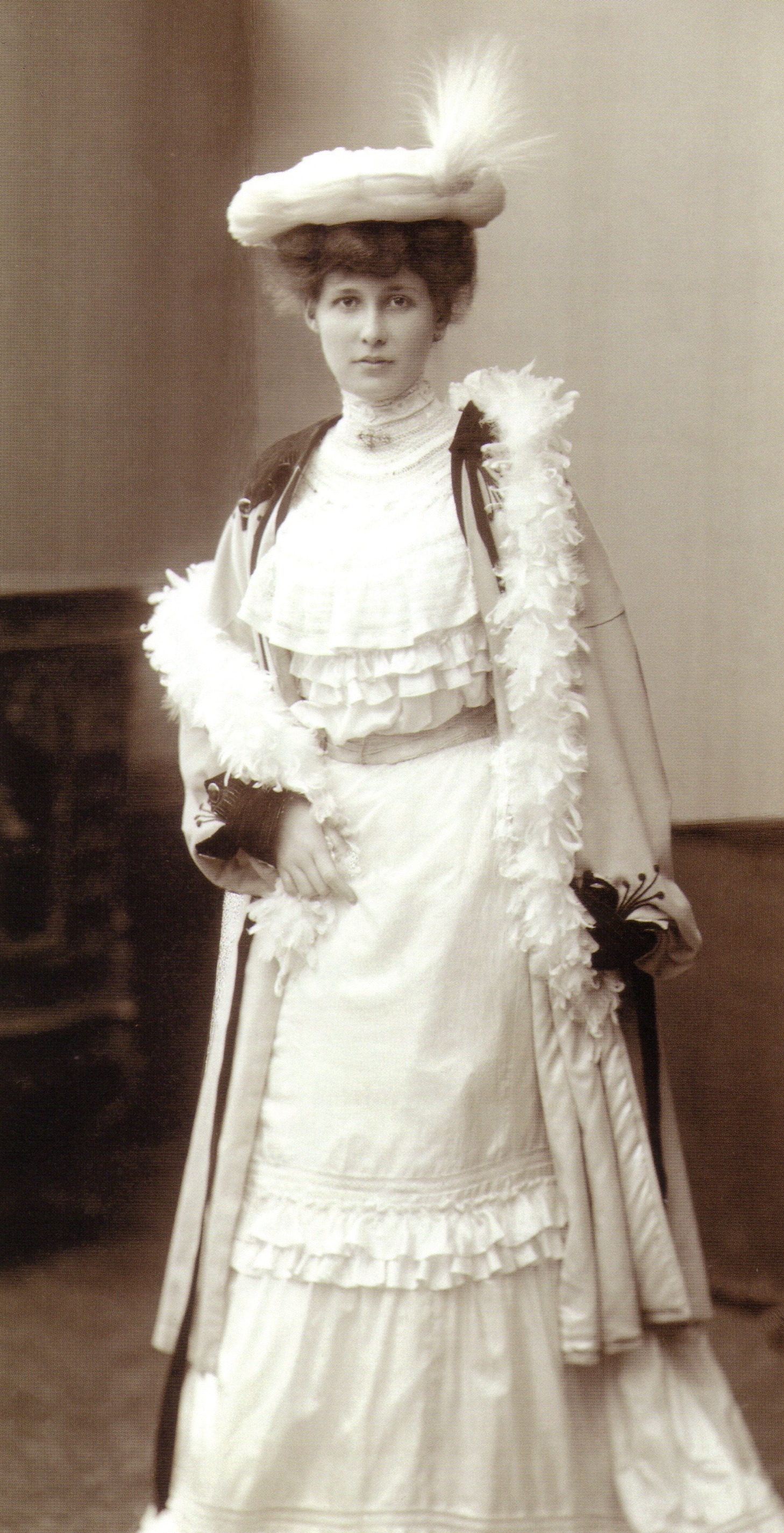
Ita Wegman vor 1900

Ita Wegman wurde 1876 in Karawang nahe Jakarta geboren. Sie wuchs im großbürgerlichen Milieu unter Niederländern in der damaligen Kolonie Niederländisch-Indien auf. Ihr Vater verwaltete dort eine Zuckerfabrik in Parakan-Terus. 1894 verlobte sie sich, ihr Verlobter  starb jedoch. Daraufhin wendete sie sich der von Helena Petrovna Blavatsky begründeten modernen Theosophie zu, die damals in Indien recht bedeutend war. 1900 ging sie nach Europa, wo sie 1902 ein Diplom in Schwedischer Heilgymnastik und Massage erwarb und in Berlin ein Therapeutikum für physikalische Therapie eröffnete. Dort lernte sie 1902 Rudolf Steiner kennen, der gerade zum Generalsekretär der Deutschen Sektion der Theosophischen Gesellschaft, einem Ableger der in Indien beheimateten Theosophischen Gesellschaft Adyar, ernannt worden war.
1906 begann sie ein Studium der Medizin in der Schweiz an der Universität Zürich, weil das Medizinstudium zu diesem Zeitpunkt in Deutschland für Frauen noch nicht möglich war. 1909 bis Ende 1910 wechselte sie für zwei Semester an die Universität München. In Zürich erlangte sie 1911 die Approbation als Ärztin und 1912 die Promotion. Von Oktober 1912 bis circa August 1914 war sie am Spital Theodosianum in Zürich tätig. Ab 1915 war sie Assistenzärztin an der Frauenklinik in Zürich. Nach Abschluss ihrer Facharztausbildung eröffnete sie in Zürich ihre eigene Praxis. Im April 1919 arbeitete sie mit der Frauenärztin Anna Baltischwiler in einer von Ferdinand Sauerbruch gegründeten Privatklinik. Um 1920 ging sie nach Basel, wo sie zwischen Januar 1921 bis 1928 als Gynäkologin arbeitete.

### Sanatorium in Arlesheim

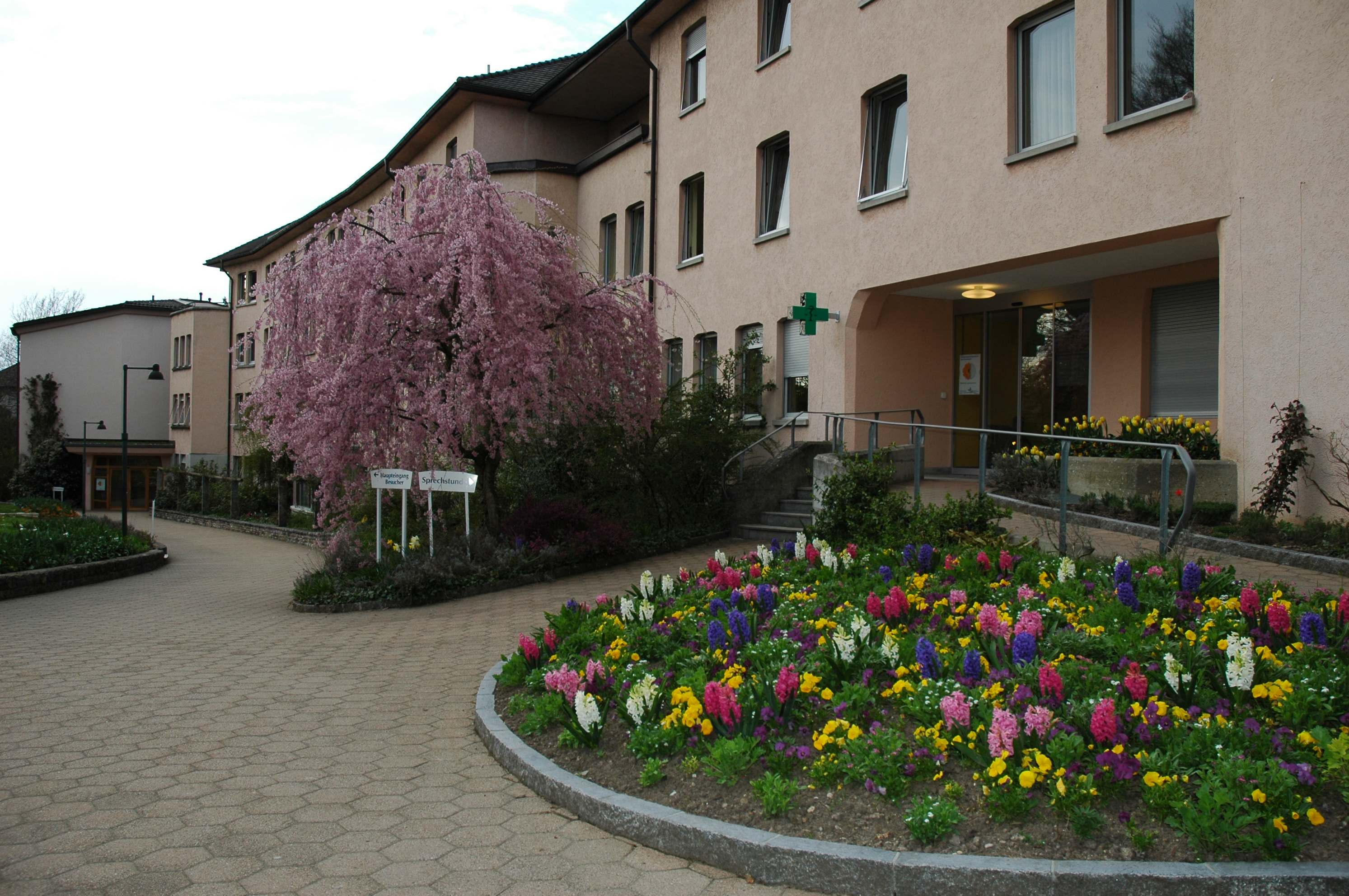
Klinik Arlesheim

Wegman interessierte sich ab den 1910er Jahren für Steiners gelegentliche Anregungen zu einer anthroposophisch ausgerichteten alternativen Medizin, und im März und April 1920 war sie als Vortragende an dem dreiwöchigen „Ersten Ärztekurs“ beteiligt, bei dem Steiner erstmals ausführlich die Grundlagen der künftigen Anthroposophischen Medizin entwickelte. Am 27. September 1920 kaufte sie für ein geplantes Sanatorium für 65.000 Franken eine Liegenschaft in Arlesheim bei Basel, in unmittelbarer Nähe des Goetheanums, des Zentrums der anthroposophischen Bewegung in Dornach. Am 8. Juni 1921 eröffnete sie ihr anthroposophisches Sanatorium (heute Klinik Arlesheim). Zur Eröffnung erschien auch der in der Nähe wohnende Rudolf Steiner, der anregte, dem Krankenhaus die Bezeichnung Klinisch-Therapeutisches Institut zu geben. In dem Sanatorium, für das sich im Laufe der Zeit der von Steiner vorgeschlagene Name einbürgerte, konnten zwölf bis fünfzehn Patienten aufgenommen werden. Parallel dazu und eng an Wegmans Institut angeschlossen, entstand eine Heilmittelfabrikation, aus der die spätere Internationale Laboratorien AG und schließlich die heutige Weleda AG hervorging. 1922 gründete Wegman, ebenfalls in Arlesheim, das heilpädagogische Heim Haus Sonnenhof für „seelenpflege-bedürftige“ Kinder.

### Begründung der Anthroposophischen Medizin

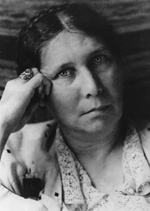
Ita Wegman im mittleren Lebensalter

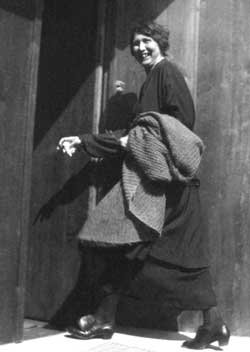
Ita Wegman 1926

Bei der Begründung der Anthroposophischen Medizin war Wegman Steiners engste Mitarbeiterin. Zunächst unregelmäßig, später täglich, kam Steiner zu Visiten in Wegmans Klinik, um die Krankengeschichten der jeweiligen Patienten durchzugehen, den Therapieverlauf zu kontrollieren und nach Inaugenscheinnahme der Patienten Vorschläge für die Therapie zu machen. Nach der Visite besprach er sich mit Wegman und ihren Assistenzärzten und gab Ratschläge zur medizinischen Behandlung. Am 28. Dezember 1923 betraute er Wegman mit der Leitung der Medizinischen Sektion der frisch gegründeten Freien Hochschule für Geisteswissenschaft am Goetheanum. Zugleich wurde sie zur Schriftführerin des Vorstands der Allgemeinen Anthroposophischen Gesellschaft (AAG) bestimmt. Am 1. Januar 1924 stellte Steiner Wegman in den Mittelpunkt der Esoterischen Schule, die durch ihre Anregung 1924 erneut entstanden sei. Am 11. März 1924 erschien das erste und einzige Rundschreiben für Ärzte, das von Steiner und Wegman gemeinsam unterzeichnet war. Zugleich gab Steiner bekannt, dass Wegman künftig Meditationen geben werde, eine Auszeichnung, die er seiner Frau stets versagte.

### Liebesbeziehung mit Steiner
Aus Wegmans privilegiertem Zugang zu Steiner, mit dem sie seit 1907 ein „freundschaftliches Schüler-Lehrer-Verhältnis“ hatte, entstand eine Liebesbeziehung, die im Sommer 1924 schwärmerische Züge annahm und durch die Liebesbriefe Steiners an seine Freundin dokumentiert ist. Steiner deutete die Beziehung zu Wegman karmisch und behauptete, er sei in einer früheren Inkarnation (Verkörperung) der Philosoph Aristoteles gewesen und Ita Wegmann sein Schüler Alexander der Große. Auch in weiteren Verkörperungen habe es karmische Verbindungen gegeben. Wegman soll laut Steiner in einem Vorleben zudem eine Persephone-Priesterin gewesen sein und wurde von ihm auch mit „Meine liebe Mysa-Ita“ angeschrieben. Steiner entwarf für Wegman den Bauplan für ihr eigenes Wohnhaus, das 1924 bezugsfertig wurde.

### Steiners Tod
Steiner zog aus dem mit seiner Frau bewohnten Haus Hansi aus, und quartierte sich im Atelier der Schreinerei ein. Am 1. Oktober 1924 zog seine Geliebte Ita Wegman in ein Nebenzimmer seines Krankenlagers im Atelier, um ihn pflegen und medizinisch versorgen zu können. Am Abend des 29. März 1925 veranlasste Wegman, die sich auf einer Eurythmiereise in Stuttgart aufhaltende Ehefrau Steiners über den verschlechterten Gesundheitszustand ihres Mannes zu informieren. Doch Marie Steiner, die aufgrund äußerer Umstände erst am nächsten Morgen anreisen konnte, traf ihren Mann nicht mehr lebend an. Entgegen den Fakten wurde böswilligerweise dieser Umstand Ita Wegmann zur Last gelegt und spielte 1935 beim Ausschlussverfahren gegen sie eine Rolle. Ende 1925 gab Wegman posthum das mit Steiner gemeinsam verfasste Buch Grundlegendes für eine Erweiterung der Heilkunst nach geisteswissenschaftlichen Erkenntnissen heraus.

### Verstoßung aus der AAG und posthume Rehabilitation
Mit Steiners Tod verlor Wegman ihre wichtige umfängliche Protektion innerhalb der Allgemeinen Anthroposophischen Gesellschaft (AAG). Sie versuchte vergeblich die „esoterische“ Leitungsfunktion der AAG zu übernehmen, da ihre Gegner, insbesondere die Witwe Marie Steiner, versuchten, sie aus dem Zentrum der Anthroposophie in Dornach zu verdrängen. Von langer Hand eingefädelt wurde sie schließlich am 14. April 1935 auf der turbulent verlaufenden Generalversammlung aus der AAG ausgeschlossen. Die Motive hinter den Vorwürfen waren auch machtorientierter und finanzieller Natur. Dabei kamen auch persönliche Differenzen zum Tragen. Marie Steiner (bis zur Heirat 1914 Marie von Sievers) war ab 1902 Rudolf Steiners engste Mitarbeiterin gewesen, während er Wegman erst in seinen letzten Lebensjahren in den führenden Kreis aufgenommen hatte. Daneben war auch Wegmans ärztliche Tätigkeit immer öfter zum Gegenstand offener Kritik geworden, bei der es etwa um Fragen der „richtigen“ Krebstherapie ging. Auf der Generalversammlung der Anthroposophischen Gesellschaft im Jahr 1948 wurde Wegman posthum rehabilitiert und ihr Ausschluss aufgehoben.
Daneben kam es im Vorstand der AAG zu einem Konflikt über die zukünftige Ausrichtung der Arbeit, bei dem Ita Wegman und Marie Steiner gegensätzliche Positionen vertraten. Marie Steiner war der Meinung, dass ohne den verstorbenen geistigen Lehrer nur noch das Erreichte bewahrt werden könne, und wollte sich künftig vor allem der Herausgabe des literarischen Nachlasses widmen. Dagegen postulierte Wegman, der Verstorbene könne auch aus der geistigen Welt weiterhin in den von ihm eingesetzten Vorstand hineinwirken, und dieser müsse die auf diese Weise erfolgenden geistigen Impulse weiter aktiv umsetzen.

### Zentrale Figur in der anthroposophischen Ärzteschaft
Obgleich Ita Wegman aus der AAG verstoßen wurde, stieg sie zu einer zentralen Figur der anthroposophischen Ärzteschaft auf. In der Schweiz und den angrenzenden Ländern widmete sie sich dem Aufbau anthroposophisch-medizinischer Zentren und Heilstätten. Nach ihrem Ausschluss aus der AAG 1935 gründete sie mit ihren verbliebenen Anhängern die Vereinigten Freien Anthroposophischen Gruppen. Weiterhin blieb sie die Leiterin der Arlesheimer Klinik und gründete 1936 eine Dependance in Ascona, die Casa Andrea Cristoforo. Ebenfalls 1936 gründete sie ein medizinisches Zentrum der anthroposophischen Bewegung in Paris, das nach dem Einmarsch der deutschen Truppen im Mai 1940 wieder geschlossen wurde. Während der Kriegsjahre hielt sie sich überwiegend in Ascona auf, wo sie die letzten Jahre ihres Lebens verbrachte.

### Tod und Nachlassverwaltung
1943 starb Ita Wegman im Alter von 67 Jahren während eines Arbeitsbesuches in Arlesheim.
Ihre Urne wurde in Brissago in einer von der Künstlerin und Kunsttherapeutin Liane Collot d’Herbois – einer engen Freundin Wegmans – mit Fresken ausgestalteten Kapelle beigesetzt.
Der umfangreiche Nachlass Wegmans befindet sich heute im Archiv des Ita Wegman Instituts in ihrem ehemaligen Wohnhaus auf dem Gelände der Klinik Arlesheim, das Rudolf Steiner für sie aus Holz errichten ließ.

## Werke
- Zur Kenntnis der Heimkehrfälle bei Scharlach. Leemann, Zürich 1912 (Dissertation, Universität Zürich, 1912; Digitalisat bei Gallica).
- mit Rudolf Steiner: Grundlegendes für eine Erweiterung der Heilkunst nach geisteswissenschaftlichen Erkenntnissen. Philosophisch-Anthroposophischer Verlag, Dornach 1925; Taschenbuch ebd. 1991, ISBN 3-7274-7010-0.
- Im Anbruch des Wirkens für eine Erweiterung der Heilkunst nach geisteswissenschaftlicher Menschenkunde. Die gesammelten Aufsätze aus der „Natura“. Natura, Arlesheim 1956; 2. Auflage. 1974, ISBN 3-85817-120-4.
- An die Freunde. Aufsätze und Berichte aus den Jahren 1925–27. Natura, Arlesheim 1960 (Digitalisat); 3. Auflage. 1986, ISBN 3-85817-062-3.